# Flying Dutchman

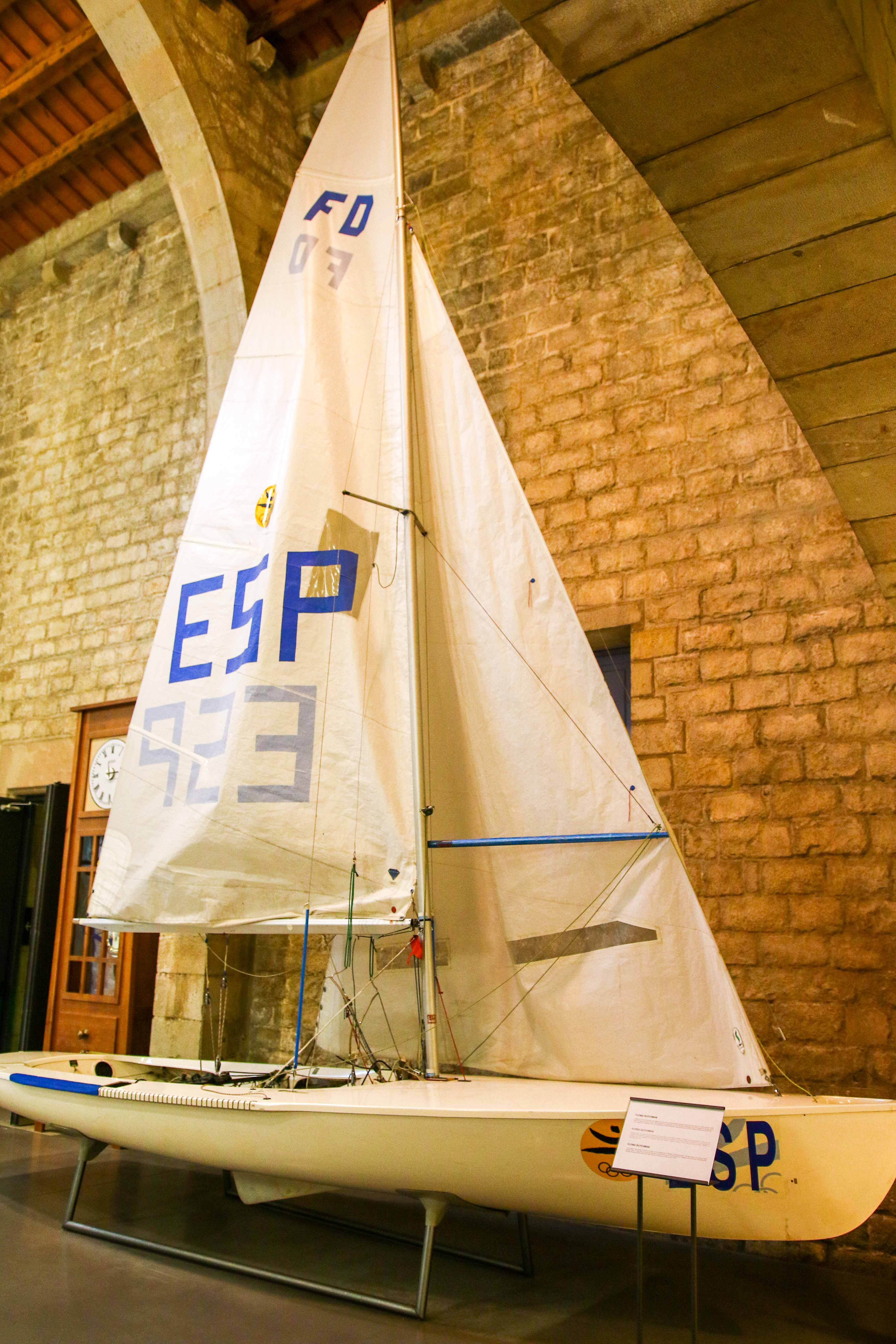
El barco flying dutchman con el que los españoles Luis Doreste y Domingo Manrique ganaron el título olímpico de los Juegos Olímpicos de Barcelona en 1992, expuesto en el Museo Marítimo de Barcelona.

Flying Dutchman es una clase internacional de vela ligera para dos tripulantes y con una eslora de 6,06 metros. El FD aporta grandes satisfacciones a regatistas de alto nivel que buscan el máximo desafío en su trayectoria, así como a navegantes que se contentan con el puro placer de navegar.

## Historia
Clase internacional ISAF desde 1955, reemplazó a la clase Sharpie 12m2 en los Juegos Olímpicos de Roma en 1960. Ha sido clase olímpica de manera ininterrumpida hasta los Juegos Olímpicos de Barcelona 1992, donde Luis Doreste y Domingo Manrique ganaron la medalla de oro en esta categoría. 
El FD fue la inspiración de Conrad Gulcher en 1951 y colaboró con el diseñador holandés Uus Van Essen en el desarrollo del concepto. Cuando la IYRU (hoy ISAF) buscó un dinghy de alto rendimiento, dos tripulantes y orza móvil para los principales campeonatos internacionales y regatas de alto nivel, el FD reunió los criterios de la IYRU sobradamente. Gracias a las constantes innovaciones en su diseño y a las constantes adaptaciones de las reglas de la clase (como los palos de carbono o el chupón del spi y los obenques bajos que en su día supusieron una gran innovación) el Flying Dutchman se ha mantenido en lo más alto durante más de 60 años. Muchas de las innovaciones introducidas en el FD han sido adaptadas posteriormente por otras clases.